# سيدني روبرت بيلينجهام
سيدني روبرت بيلينجهام هو سياسي كندي، ولد في 2 أغسطس 1808 في جمهورية أيرلندا، وتوفي في 9 مارس 1900. حزبياً، نشط في Conservative Party of Quebec (historical) ‏. وقد انتخب عضو الجمعية الوطنية في كيبك ‏.